# Lo Vijan (Cantal)
Le Vigean és un municipi francès situat al departament de Cantal i a la regió d'Alvèrnia-Roine-Alps. L'any 2007 tenia 835 habitants.

## Demografia

### Població
El 2007 la població de fet de Le Vigean era de 835 persones. Hi havia 368 famílies de les quals 120 eren unipersonals (56 homes vivint sols i 64 dones vivint soles), 112 parelles sense fills, 124 parelles amb fills i 12 famílies monoparentals amb fills.
La població ha evolucionat segons el següent gràfic:
Habitants censats

### Habitatges
El 2007 hi havia 510 habitatges, 376 eren l'habitatge principal de la família, 97 eren segones residències i 37 estaven desocupats. 481 eren cases i 27 eren apartaments. Dels 376 habitatges principals, 294 estaven ocupats pels seus propietaris, 74 estaven llogats i ocupats pels llogaters i 8 estaven cedits a títol gratuït; 1 tenia una cambra, 11 en tenien dues, 42 en tenien tres, 100 en tenien quatre i 222 en tenien cinc o més. 306 habitatges disposaven pel capbaix d'una plaça de pàrquing. A 165 habitatges hi havia un automòbil i a 166 n'hi havia dos o més.

### Piràmide de població

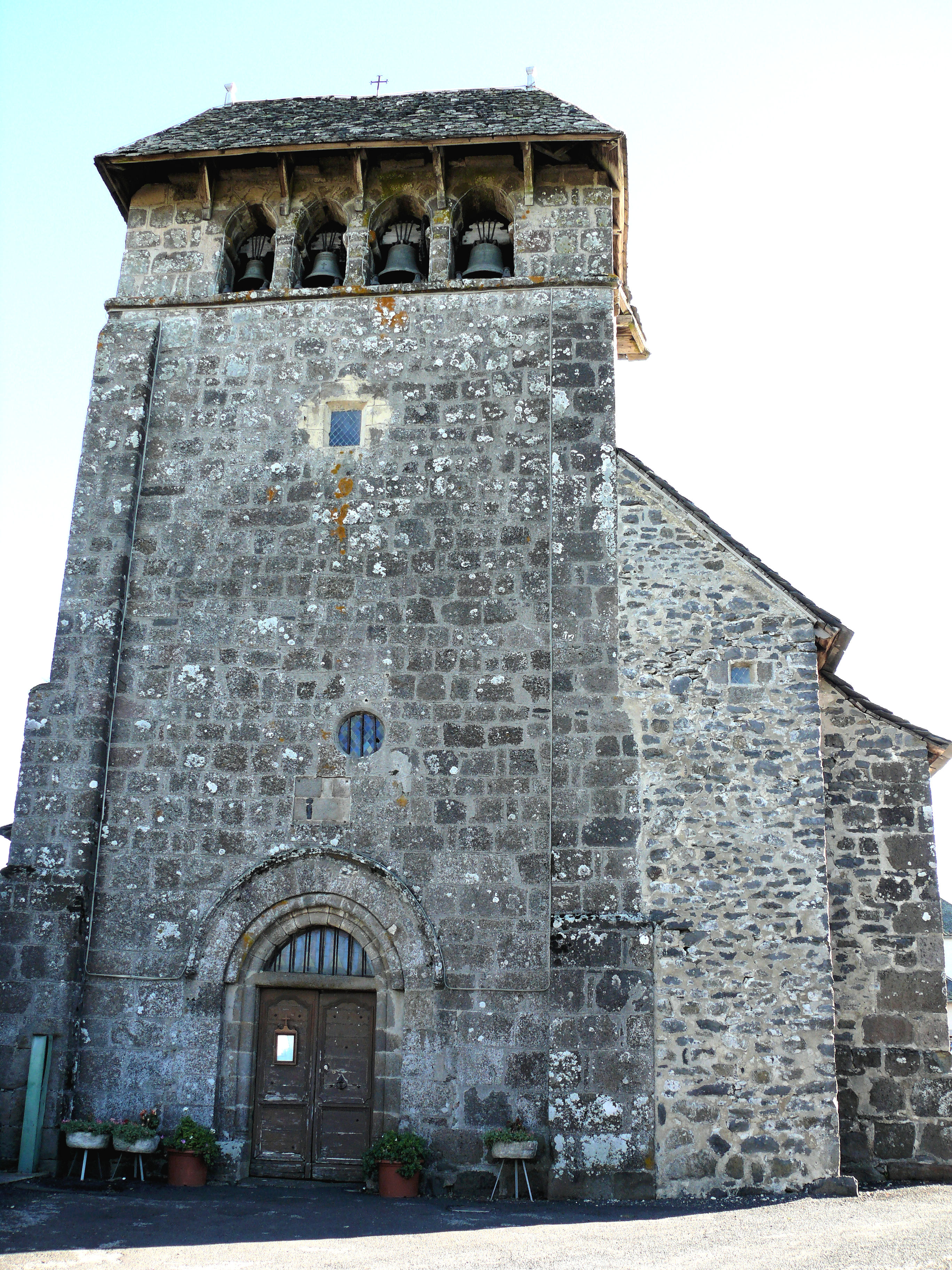
Església

La piràmide de població per edats i sexe el 2009 era:
| Homes | Edats   | Dones |
| ----- | ------- | ----- |
| 0     | 95 o +  | 0     |
| 8     | 90 a 94 | 4     |
| 4     | 85 a 89 | 28    |
| 4     | 80 a 84 | 4     |
| 24    | 75 a 79 | 16    |
| 20    | 70 a 74 | 44    |
| 20    | 65 a 69 | 28    |
| 32    | 60 a 64 | 16    |
| 20    | 55 a 59 | 24    |
| 20    | 50 a 54 | 28    |
| 52    | 45 a 49 | 16    |
| 36    | 40 a 44 | 28    |
| 40    | 35 a 39 | 48    |
| 20    | 30 a 34 | 28    |
| 16    | 25 a 29 | 12    |
| 4     | 20 a 24 | 16    |
| 48    | 15 a 19 | 16    |
| 32    | 10 a 14 | 36    |
| 28    | 5 a 9   | 40    |
| 8     | 0 a 4   | 4     |

## Economia
El 2007 la població en edat de treballar era de 513 persones, 405 eren actives i 108 eren inactives. De les 405 persones actives 381 estaven ocupades (211 homes i 170 dones) i 24 estaven aturades (7 homes i 17 dones). De les 108 persones inactives 47 estaven jubilades, 30 estaven estudiant i 31 estaven classificades com a «altres inactius».

### Ingressos
El 2009 a Le Vigean hi havia 378 unitats fiscals que integraven 854 persones, la mediana anual d'ingressos fiscals per persona era de 15.501 €.

### Activitats econòmiques
Dels 38 establiments que hi havia el 2007, 2 eren d'empreses alimentàries, 1 d'una empresa de fabricació d'elements pel transport, 2 d'empreses de fabricació d'altres productes industrials, 10 d'empreses de construcció, 10 d'empreses de comerç i reparació d'automòbils, 2 d'empreses de transport, 3 d'empreses d'hostatgeria i restauració, 1 d'una empresa d'informació i comunicació, 1 d'una empresa financera, 2 d'empreses de serveis, 3 d'entitats de l'administració pública i 1 d'una empresa classificada com a «altres activitats de serveis».
Dels 14 establiments de servei als particulars que hi havia el 2009, 3 eren tallers de reparació d'automòbils i de material agrícola, 1 autoescola, 1 paleta, 2 guixaires pintors, 2 fusteries, 2 lampisteries, 1 electricista, 1 perruqueria i 1 restaurant.
Dels 3 establiments comercials que hi havia el 2009, 1 era una gran superfície de material de bricolatge i 2 fleques.
L'any 2000 a Le Vigean hi havia 46 explotacions agrícoles que ocupaven un total de 2.680 hectàrees.

## Equipaments sanitaris i escolars
El 2009 hi havia una escola elemental.

## Poblacions més properes
El següent diagrama mostra les poblacions més properes.